# Biel VS
| VS ist das Kürzel für den Kanton Wallis in der Schweiz. Es wird verwendet, um Verwechslungen mit anderen Einträgen des Namens Biel (Begriffsklärung) zu vermeiden. |

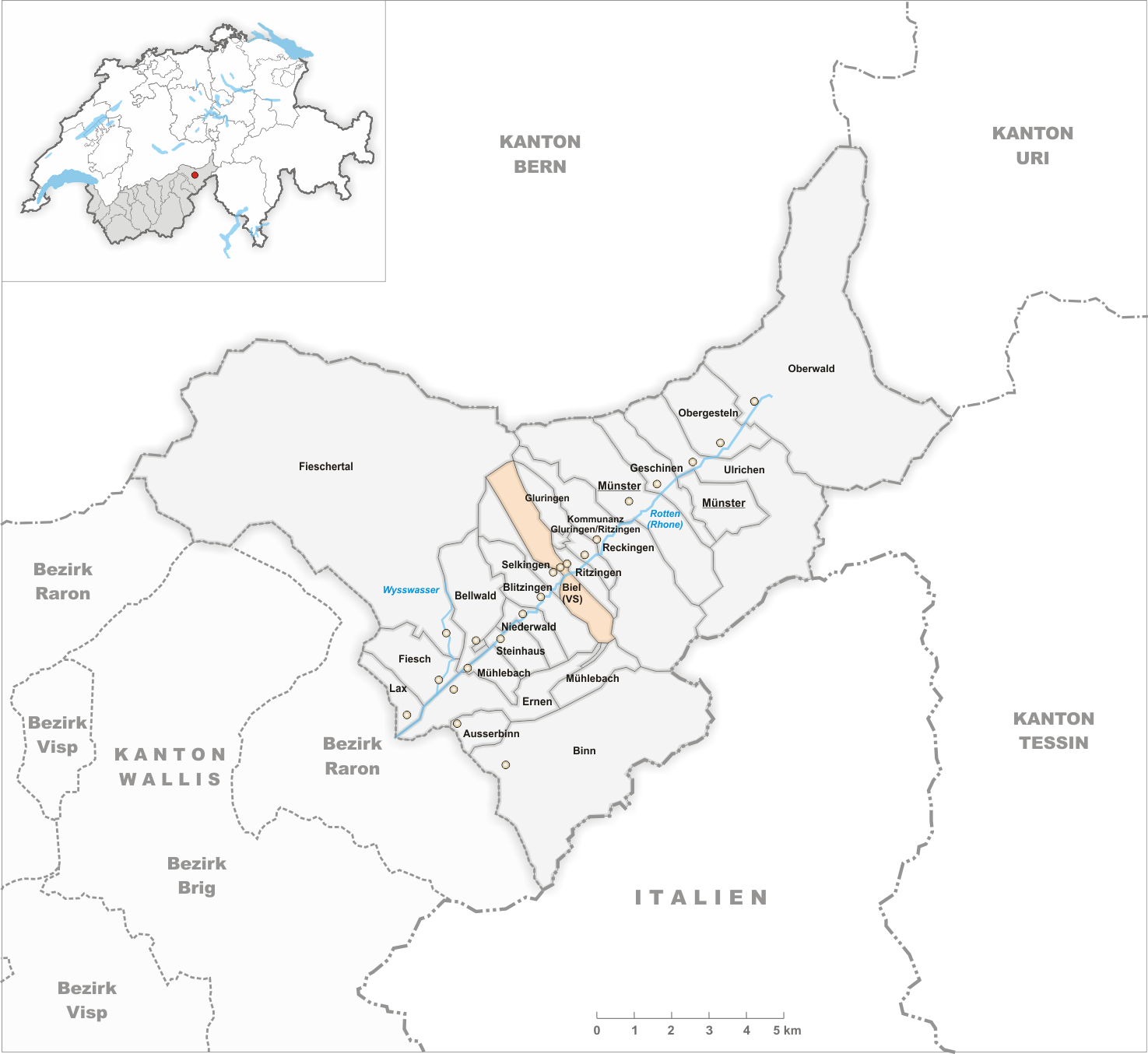
Gemeindestand vor der Fusion am 1. Januar 2001

Biel ist ein Dorf des Bezirks Goms im deutschsprachigen Teil des Kantons Wallis.

## Gemeindefusion
Bis zum 1. Januar 2001 war es eine eigene Gemeinde, als es zusammen mit Ritzingen und Selkingen zur Gemeinde Grafschaft fusionierte. Seit 2017 gehört es zur Gemeinde Goms.

## Geschichte
Biel wurde 1277 erstmals unter Buele erwähnt. 1980 wurde in Ritzingen ein keltisches Grab entdeckt. Biel bildet das historische Zentrum der sogenannten Grafschaft (urkundlich 1344 erwähnt), die vom Walibach bei Selkingen bis zum Reckingerbach reichte und die ehemaligen Gemeinden Gluringen, Selkingen, Biel und Ritzingen umfasste. Der Name Grafschaft geht evtl. zurück auf die Grafen von Mörel, die nach 1224 das bischöfliche Lehen Mörel verwalteten und deren Geschichte mit jener der Grafschaft verknüpft war. 1277 erklärte Marquard, Ritter von Mörel, die Leute von Biel zu freien „Eigensässen“ (Allodbesitzern). Mit einem vom Volk gewählten, vom Bischof ernannten Ammann (ab 1367 belegt) bildete die Grafschaft einen eigenen Gerichtsverband, unabhängig vom bischöflichen Viztum bzw. später vom Meier im Goms.
Die Grafschaftsverwaltung war bis zum Untergang des Freigerichts 1799 dem oberen Zenden Goms (Pfarrei Münster) eingegliedert. Kirchlich gehörte Biel bis zur Pfarreigründung 1678 zur Mutterkirche Münster, besass aber seit 1322 eine Kapelle und ein Rektorat. Nach der Pfarreigründung wurden Gluringen (seit 1920 selbstständige Pfarrei), Selkingen und Ritzingen von Münster losgelöst und Biel unterstellt. 1827 zerstörte eine Lawine fast die Hälfte des Dorfes. Seit 1915 besteht eine Station der Furka-Oberalp-Bahn. In der Nachkriegszeit ging die Zahl der hauptberuflichen landwirtschaftlichen Betriebe stark zurück (1955 13; 1990 2). In der Viehzucht- und Sennereigenossenschaft ist Selkingen mit Biel zusammengeschlossen, 1958 wurden die Burgeralpen von Biel und Ritzingen vereinigt. Ab den 1970er Jahren profitierte Biel vom Langlauf- und Wandertourismus im Goms.

## Bevölkerung
| Bevölkerungsentwicklung | Bevölkerungsentwicklung | Bevölkerungsentwicklung | Bevölkerungsentwicklung | Bevölkerungsentwicklung |
| ----------------------- | ----------------------- | ----------------------- | ----------------------- | ----------------------- |
| Jahr                    | 1850                    | 1900                    | 1950                    | 1990                    |
| Einwohner               | 124                     | 94                      | 101                     | 58                      |